# Kowalów (Rzepin)
Kowalów (deutsch Kohlow) ist ein Dorf in der polnischen Wojewodschaft Lebus, Powiat Słubicki.

## Geographische Lage
Kowalów (Kohlow) liegt in der historischen Landschaft Neumark, 9,5 Kilometer südwestlich der Stadt Ośno Lubuskie (Drossen) und 9,5 Kilometer nordwestlich der Stadt Rzepin (Reppen).

## Geschichte

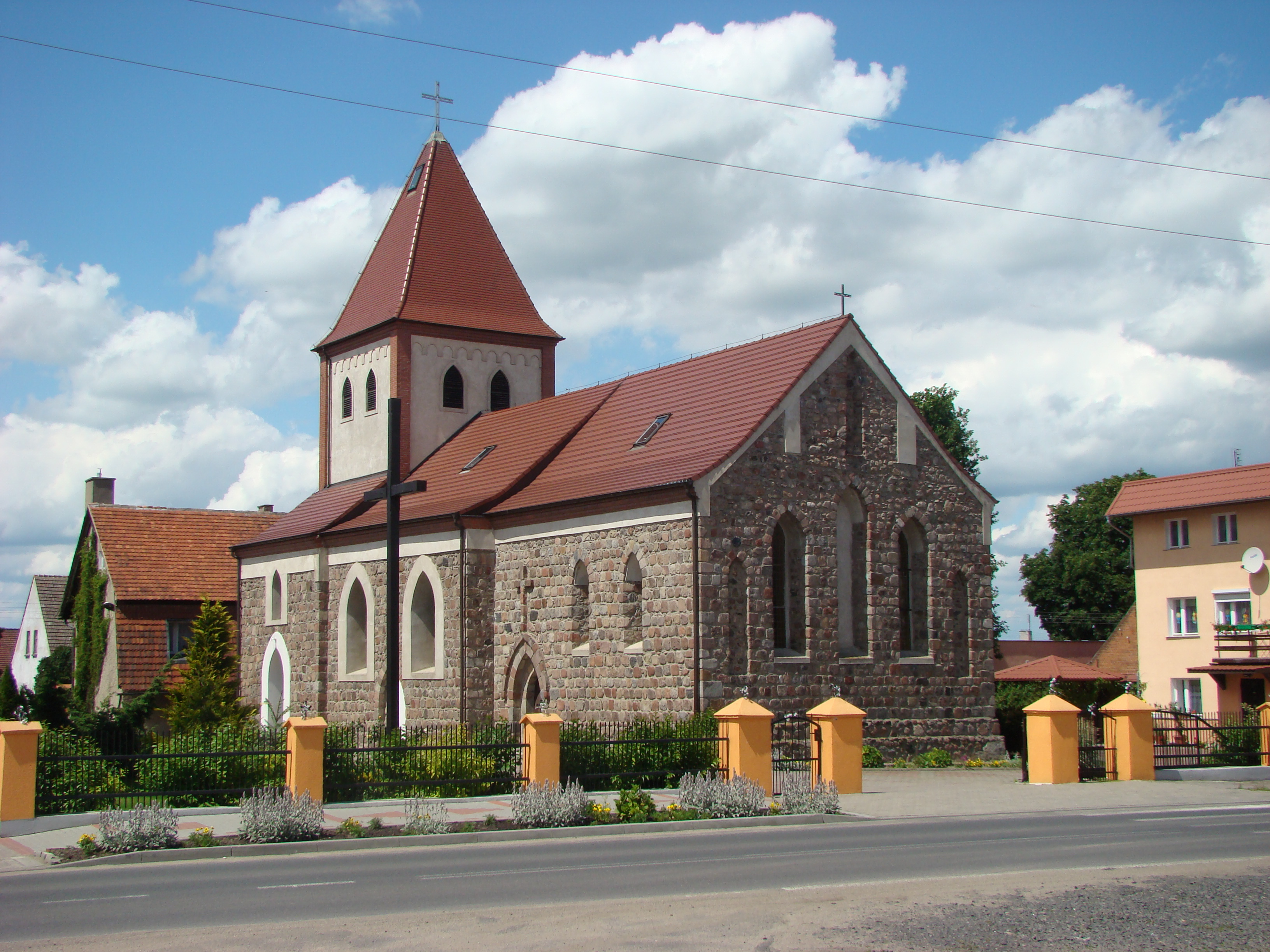
Dorfkirche (bis 1945 evangelisch), im 13. Jahrhundert erbaut, 1821 nach Brand erneuert, 1854 verschönert, in den 1990er Jahren renoviert

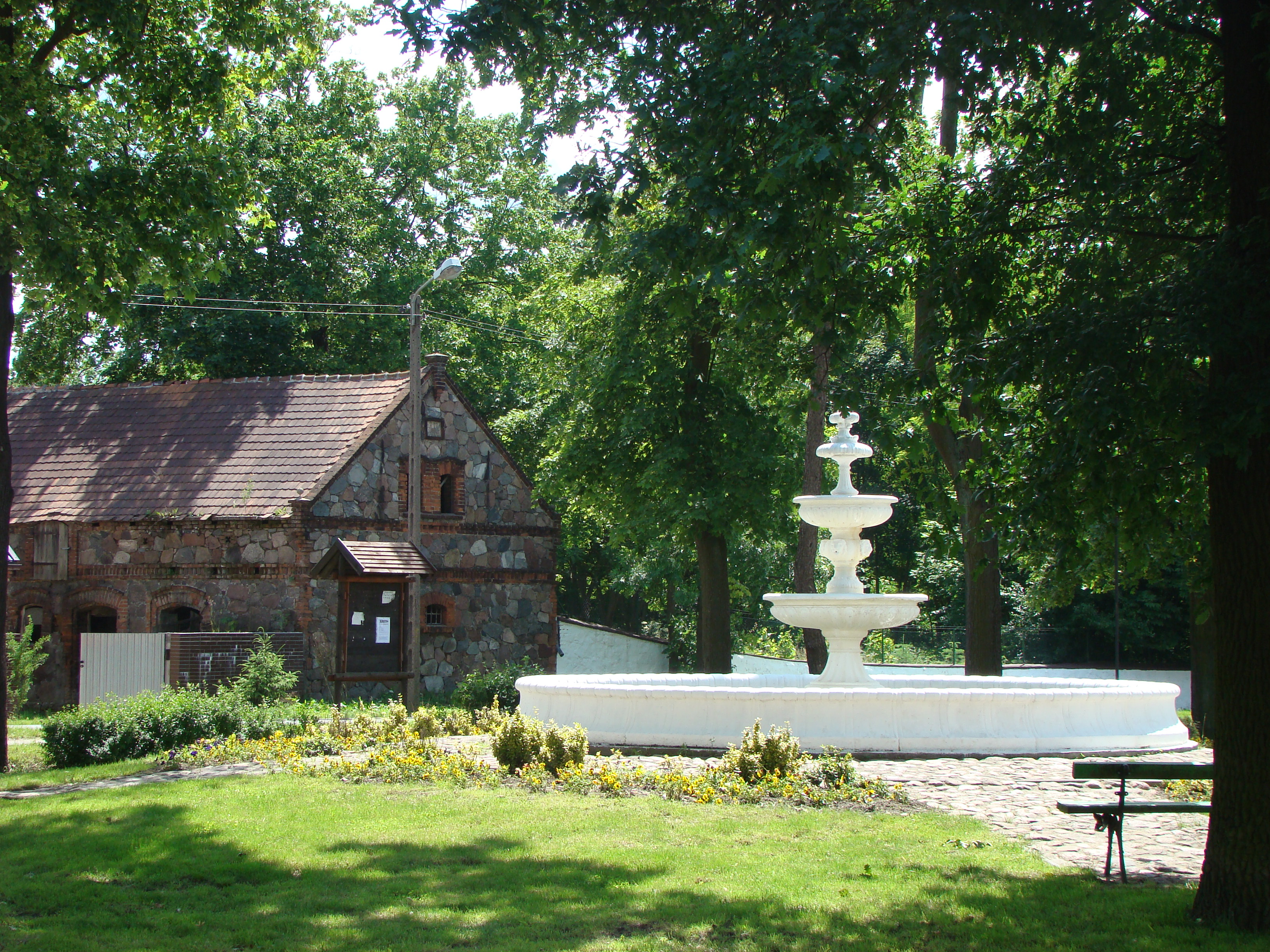
Dorfplatz in Kohlow

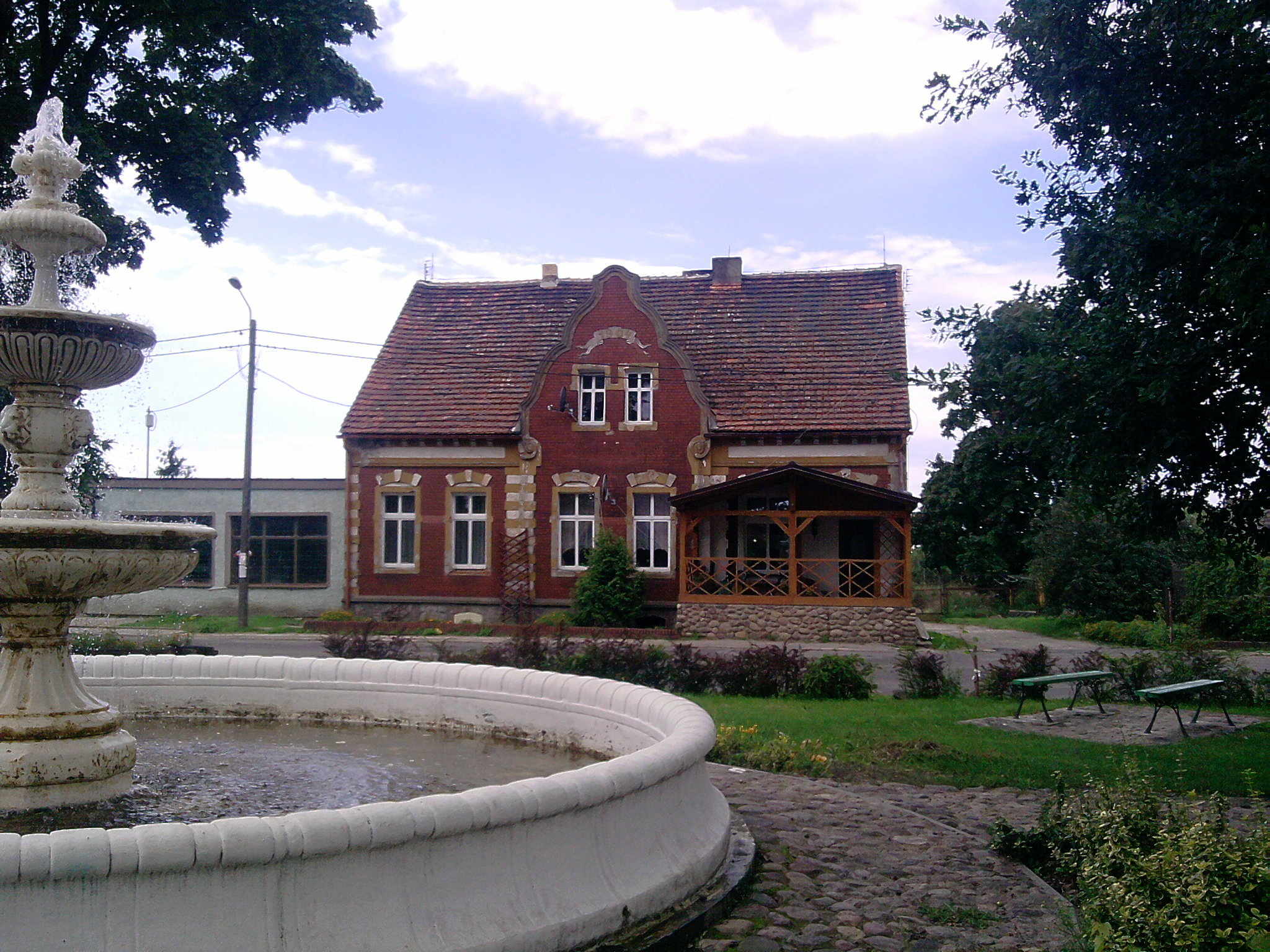
Altes Wohnhaus am Dorfplatz

Im Jahr 1360 war der Bürger Kuno Duchtemygut zu Drossen mit mehreren Bauerhufen im Dorf Kowl, Caul oder Kaul belehnt; 1423 wird der Dorfname Cawl gebraucht, 1461 Kauwel. In dem Dorf, das bis ins 19. Jahrhundert zu einem Rittergut gehört hatte, gab es eine Wassermühle. In Urkunden taucht diese Wassermühle unter den Bezeichnungen Lubensche Mühle, Mühle am Plysich und Buschmühle auf; unter letzterem Namen war sie bis in die Neuzeit bekannt.
Im Besitz des Ritterguts mit Wassermühle wechselten sich im Laufe der Jahrhunderte mehrere Familien ab, bis es schließlich im Jahr 1836 der preußische Major a. D. Kaspar Eduard Theodor Wilhelm von Kaphengst dem Leutnant Döring für 53.400 Taler abkaufte. Zu dem Rittergut gehörte ein schlossartiges Herrenhaus. Im 1879 erstmals amtlich publizierten Generaladressbuch der Rittergutsbesitzer für das Königreich Preussen wird Kohlow mit 689 ha und das nicht kreistagsfähige Kohlow-Vorwerk mit 21 ha aufgeführt. Das Gut befand sich noch weit im 20. Jahrhundert im Besitz der Familie Kaphengst; bis zu seinem Tod 1913 besaß es der Reichstagsabgeordnete Axel von Kaphengst. Vor der großen Wirtschaftskrise der Jahre 1929/1931 umfasste Kohlow samt kleineren bäuerlichen Besitz 864 ha, Gut Reppin mit 152 ha sowie die 157 ha für Gut Franzensdorf. Betrieben wurde eine nennenswerte Schafsviehwirtschaft. Verwalter war Inspektor Plumze. Im Zweiten Weltkrieg besaß es Karl Erich von Kaphengst, der am 6. Februar 1945 bei Reppen beim Einmarsch der Sowjetarmee als Frontsoldat fiel.
Bis 1945 gehörte Kohlow zum Landkreis Weststernberg im Regierungsbezirk Frankfurt der Provinz Brandenburg.
Gegen Ende des Zweiten Weltkriegs wurde die Region mit Kohlow im Februar 1945 von der Roten Armee eingenommen. Bei den Kampfhandlungen brannte Schloss Kohlow ab. Im Pfarrhaus von Kohlow wurde eine sowjetische Kommandantur eingerichtet. Als nach Kriegsende die Region unter polnische Verwaltung gestellt worden war, bezog die Administration das Pfarrhaus. Schon im Juni 1945, also einen Monat vor Beginn der Potsdamer Konferenz, wurde mit der Vertreibung der Bewohner, die nach Einstellung der Kampfhandlungen nach Kohlow zurückgekehrt waren, begonnen. Sie wurde mit Hilfe von Einheiten der II. Polnischen Armee vorgenommen. Kohlow erhielt den polnischen Namen Kowalów. In der Folgezeit wurde das Dorf neu besiedelt.

## Einwohnerzahlen
- 1858: 432[1]
- 1933: 589[6]
- 1939: 514[6]
- 2015: 911[7]

## Dorfkirche
Die Dorfkirche wurde im 13. Jahrhundert erbaut. An ihr befinden sich drei Schachbrettsteine. 1803 brannte die Kirche aus. Sie wurde 1821 für die evangelische Gemeinde von Kohlow wieder erbaut und 1854 verschönert. Das Patronat über die Kirche übte im 19. Jahrhundert die evangelische Gutsbesitzerfamilie Kaphengst aus.
In den 1990er Jahren wurde die Kirche renoviert.

## Persönlichkeiten
- Rüdiger vom Bruch (1944–2017), Wissenschaftshistoriker
- Axel von Kaphengst (1870–1913), Gutsbesitzer auf Kohlow, MdR